# Arachnid - Il predatore
Arachnid - Il predatore (Arachnid) è un film spagnolo del 2001 diretto da Jack Sholder.

## Trama
Un gruppo di scienziati organizza una missione per andare alla ricerca dell'antidoto per un misterioso e letale virus. Sbarcati su un'isola del sud dell'Oceano Pacifico, si trovano a dover combattere per la loro sopravvivenza sia con i nativi sia con un'armata di giganteschi ragni alieni provenienti da un lontanissimo spazio.

## Riconoscimenti
- Fantasporto 2002 - Candidatura come miglior film al Premio Internazionale del Film Fantasy
- DVD Exclusive Awards 2003 - Candidatura al Premio DVD Premiere per i migliori effetti visivi